# Preben Kaas
Preben Kaas (* 30. März 1930 in Aalborg; † 27. März 1981 in Kopenhagen) war ein dänischer Schauspieler, Komiker und Drehbuchautor.

## Leben und Wirken

### Karriere
Kaas machte zuerst bei Nordisk Film eine Ausbildung zum Filmeditor. Nach ersten Filmauftritten in den 1940er-Jahren war er ab 1955 Regieassistent bei Nordisk Film, von 1965 bis 1967 war er Leiter des ABC-Theaters in Kopenhagen. Daneben wurde er als Darsteller in Revuen bekannt, vor allem als Direktor der Cirkusrevy.
Dem deutschen Zuschauer wurde er vor allem durch zwei Olsenbande-Filme bekannt, in denen er den Dynamit-Harry, Bennys ewig betrunkenem Bruder und Sprengstoff-Experten, verkörperte. Für Die Olsenbande in der Klemme bekam er dafür 1970 den dänischen Filmpreis Bodil als bester männlicher Nebendarsteller; 1973 spielte er den Dynamit-Harry erneut in Die Olsenbande läuft Amok. Weiterhin war er im Film Die Olsenbande fährt nach Jütland von 1971 als Herr Betterøv, der stumme Gehilfe des Schrotthändlers Mads Madsen (Karl Stegger), zu sehen.

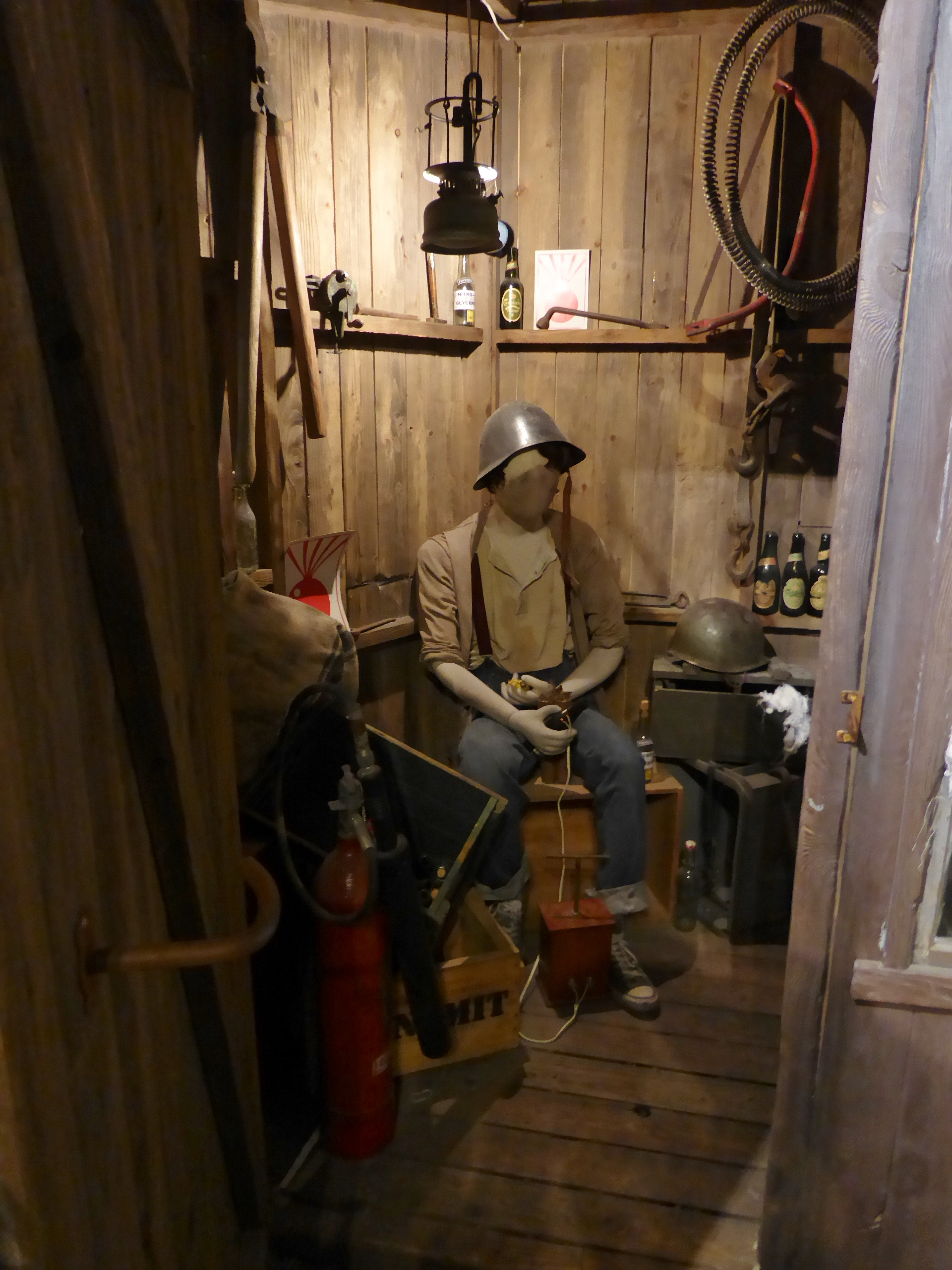
Die Figur des, von Preben Kaas gespielten, Dynamit-Harry in einer Ausstellung von Nordisk Film

Insgesamt wirkte er in mehr als 80 Film-und-Fernsehproduktionen mit. Zudem führte Kaas bei sieben Spielfilmen die Regie und schrieb fast 20 Drehbücher.

### Privates
Preben Kaas war viermal verheiratet, zuerst von 1957 bis 1960 mit Bodil Nymark Nielsen, in zweiter Ehe von 1961 bis 1967 mit Ulla Larsen, in dritter Ehe von 1970 bis 1975 mit Anne Marie Lie und zuletzt von 1977 bis zu seinem Tod mit Lisbeth Dahl. Aus seiner zweiten Ehe stammt der Schauspieler und Kapellmeister Jeppe Kaas und aus seiner dritten Ehe der Schauspieler Nikolaj Lie Kaas. Insgesamt war er Vater von fünf Kindern, drei Töchter und zwei Söhne. Seine Enkelin Gerda Lie Kaas ist ebenfalls als Schauspielerin tätig.
Preben Kaas hatte in seinen letzten Lebensjahren mit mehreren gesundheitlichen Problemen zu kämpfen. Als die Ärzte bei ihm eine Bein-Amputation in Betracht zogen, fuhr er mit seinem Auto am Abend des 27. März 1981 in den Kalkbrænderihavnen (ein Teil des Nordhafens) in Kopenhagen und ertrank. Er wurde 50 Jahre alt. Seine Grabstätte befindet sich auf dem Søndermark-Kirkegård in Frederiksberg.

## Filmografie (Auswahl)
- 1945: Rote Wiesen (De røde enge)
- 1947: Verflixte Rangen (De pokkers unger)
- 1958: Hinein ins Vergnügen (Soldaterkammerater)
- 1958: Sieben Kinder fahren aufs Land (Andre folks børn)
- 1959: Uns kann keiner (Soldaterkammerater rykker ud)
- 1960: Kein Pardon nach Mitternacht (Den sidste vinter)
- 1960: Einesteils der Liebe wegen (Poeten og Lillemor og Lotte)
- 1960: 100 Mann und ein Kamel (Soldaterkammerater på vagt)
- 1966: Zieh’ dich an, Komtesse (Pigen og greven)
- 1967: Cirkusrevyen 67
- 1967: Onkel Joakims hemmelighed
- 1967: Martha
- 1968: Kompanie, stillgestanden (Soldaterkammerater på bjørnetjeneste)
- 1969: Die Olsenbande in der Klemme
- 1970: Rend mig i revolutionen
- 1970: Vier tolle Jungs der Prärie (Præriens skrappe drenge)
- 1970–1974: Oh, diese Mieter (Huset på Christianshavn)
- 1971: Guld til præriens skrappe drenge
- 1971: Die Olsenbande fährt nach Jütland
- 1973: På'en igen, Amalie
- 1973: Die Olsenbande läuft Amok
- 1973: Slap af
- 1975: Piger i trøjen
- 1976: Julefrokosten
- 1978: Fængslende feriedage
- 1978: Lille spejl
- 1980: Sådan er jeg osse
- 1981: D*A*S*K

## Ehrungen
- 1970: Bodil für die beste männliche Nebenrolle, als Dynamit-Harry im zweiten Olsenbande-Film Die Olsenbande in der Klemme
- 1999: Herausgabe einer Briefmarke durch die dänischen Post (Post Danmark) mit der Abbildung Preben Kaas und seinem Schauspielerkollegen Jørgen Ryg auf den Motiv.
- 2006: Die Frederiksberg Kommune benannte einige Straßen in einem neuen Wohnviertel im Stadtteil Flintholm nach Stars der dänischen Revue, darunter ein Preben Kaas’ Vænge.